# Озёрское (станция)
Озёрское — техническая железнодорожная станция Каменногорского направления Октябрьской железной дороги. Территориально расположена в посёлке Озёрское Каменногорского городского поселения Выборгского района Ленинградской области, на 37,7 км перегона Дружное — Каменногорск II.
Расположена на двухпутном электрифицированном участке с автоблокировкой.

## Платформа Озёрское
В семистах метрах от оси станции Озёрское, на 38,4 км, находится остановочный пункт Платформа Озёрское.60°51′43″ с. ш. 29°29′25″ в. д. Он расположен в 100 метрах от чётной горловины станции Озёрское и представляет собой две высокие железобетонные платформы длиной 150 м. По состоянию на май 2019 года обе посадочные платформы не достроены и пребывают в замороженном состоянии: строительство не ведётся, полностью отсутствует лестницы для спуска / подъёма на платформу. Пассажирские павильоны и столбы уличного освещения тоже отсутствуют.
Проектирование и строительство линии ведутся с 2010 года. Планируемый ввод в эксплуатацию — 2019 год. В июне 2018 года «Интерфакс», со ссылкой на постановление, подписанное премьер-министром Дмитрием Медведевым, сообщил что правительство РФ направит дополнительные 1,79 млрд рублей на достройку линии Лосево — Каменногорск.

## Галерея
- Станция Озёрское.
- Чётная горловина. Вид со стороны ст. Каменногорск II.
- Здание ЭЧк
- Вид в сторону ст. Каменногорск II.
- Вид в сторону ст. Дружное.
- Релейная.
- Выходные светофоры. Вид в сторону ст. Дружное.

- Платформа Озёрское.
- Вид в сторону ст. Дружное.
- Недостроенная платформа.
- Вид в сторону ст. Каменногорск II.
- Вид остановочного пункта.